# Polanki (Ukraina)
Polanki, Na Polankach (ukr. Паланки, Pałanky) – wieś na Ukrainie, w rejonie jaworowskim obwodu lwowskiego.

## Historia
Dawniej podmokłe pastwisko na południowy wschód od wsi Wroców w powiecie gródeckim, później część wsi Wroców.